# Bart Leysen
Bart Leysen (Herentals, 10 de febrer de 1969) va ser un ciclista belga, professional del 1990 al 2002. Un cop retirat ha fet de director esportiu en diferents equips.

## Palmarès
- 1990
  - 1r a la Fletxa ardenesa
  - Vencedor d'una etapa del Tour d'Hainaut
- 1992
  - 1r al Circuit des frontières
- 1993
  - 1r al Gran Premi Briek Schotte
- 1995
  - 1r al E3 Harelbeke
  - 1r a la Copa Sels

### Resultats al Tour de França
- 1998. 92è de la classificació general
- 1999. 133è de la classificació general
- 2001. Abandona (13a etapa)

### Resultats a la Volta a Espanya
- 1995. 78è de la classificació general
- 1996. 79è de la classificació general

### Resultats al Giro d'Itàlia
- 2001. 63è de la classificació general
- 2007. 20è de la classificació general